# صلوات من أجل بوبي
صلوات من أجل بوبي (بالإنجليزية: Prayers for Bobby)‏ هو فيلم دراما أمريكي كتبه وأخرجه فيكتور دي بوا. استند الفيلم على كتاب "صلوات من أجل بوبي" الذي يروي قصة أم وضعت شروطًا على ابنها المثلي لينتهي بالانتحار للورا ارانوس الذي هو في حد ذاته استنادا إلى قصة حقيقية عن حياة وتراث بوبي غريفيث، وهو رجل مثلي الجنس انتحر في عام 1983 بسبب مثلية جنسية وتخوف والدته من المجتمع.

## قائمة الممثلين
- سيغورني ويفر بدور ماري غريفيث.
- هنري تشيرني بدور روبرت غريفيث.
- ريان كيلي بدور بوبي غريفيث.
- أوستن نيكولز بدور إد غريفيث.
- دان باتلر بدور القس وايتسل.
- كارلي شرودر بدور جوي غريفث.
- شانون إيغن بدور نانسي غريفث.
- سكوت بيلي بدور ديفيد.

## روابط خارجية
- صلوات من أجل بوبي على موقع IMDb (الإنجليزية)
- صلوات من أجل بوبي على موقع روتن توميتوز (الإنجليزية)
- صلوات من أجل بوبي على موقع نتفليكس (الإنجليزية)
- صلوات من أجل بوبي على موقع ألو سيني (الفرنسية)
- صلوات من أجل بوبي على موقع فيلمافينيتي (الإسبانية)
- صلوات من أجل بوبي على موقع قاعدة بيانات الفيلم (الإنجليزية)
- صلوات من أجل بوبي على موقع ليتربوكسد (الإنجليزية)
- صلوات من أجل بوبي على موقع كينوبويسك (الروسية)